# 쩡자오홍
쩡자오홍(曾昭弘, 1934년 1월 ~ )은 쓰촨 성 충칭(重慶) 출신 극작가이다.
1950년 군정대학(軍政大學)에 들어가 공부했고 1952년에는 해군연합학교 방송원이 되었다. 1953년에는 해군 제2항공학교에서 정치 교원이 되었다. 1958년부터 저장 성 문련(文連)에서 희극과 시를 창작하기 시작했다. 또, 1980년 저장성예술연구소(浙江省藝術硏究所)에 들어가 본격적으로 극작 활동을 했다. 창작한 현대극에는 ＜영산홍(映山紅)＞, ＜금사강변[金沙江畔]＞, ＜투쟁의 청춘[戰鬪的靑春]＞, ＜강자의 노래[强者之歌]＞(공저), ＜반쪽 땅콩[半籃花生]＞, ＜홍송 정거장[紅松站]＞ 등이 있다. 또 고전 명작인 ＜서상기＞를 각색한 월극 ＜서상기＞를 1990년대에 저장소백화월극단이 공연했는데, 이 공연으로 중국 제4회 문화대상과 중국희곡학회상, 중국 제3회 희극절 대상을 수상했다. 이외에도 다수의 영화 극본과 드라마 극본을 썼다. 이처럼 왕성한 창작 활동을 바탕으로 중국극협회원, 저장극협 이사, 중국방송예술가협회 회원, 저장방송가협회 이사를 맡고 있다. ≪중국문예가전집(中國文藝家傳集)≫과 영국 케임브리지 ≪세계 명인록≫에 등재되었다. 